# Ива (микрорайон Перми)

## География
Микрорайон Ива расположен в Мотовилихинском районе в левобережной части Перми. С запада микрорайон ограничен речкой Ива, с юга Августовской улицей, за которой располагается микрорайон Архиерейка, с севера проспектом Октябрят, с востока границей жилой застройки города. При этом территория жилой зоны к востоку от улицы Сакко и Ванцетти, застроенная многоквартирными домами, позиционируется застройщиком как отдельный «спортивный микрорайон Ива».

## История
Микрорайон начал застраиваться в XXI веке. Вначале шло строительство частных домов, с 2012 года началось строительство ЖК «Грибоедовский» на северной стороне улицы Старцева, с 2015 года шло строительство так называемого спортивного микрорайона «Ива» на южной стороне улицы Старцева. Ныне в северо-восточной части микрорайона ведётся застройка ЖК «Погода», в котором уже возвели и ввели новый корпус лицея № 10, который стал одним из крупнейших в Пермском крае.

## Транспортное сообщение
Микрорайон связан с другими микрорайонами города автобусными маршрутами № 33, 55, 61, 69, 70 и 81, последний из которых с 2023 года обслуживается электробусами.

## Улицы
Через микрорайон проходит улица Старцева, обеспечивающая хорошую пропускную способность на пути в центр города и другие района. Автобусное движение функционирует также по улицам Уинская, Грибоедова, Лесная и Сакко и Ванцетти.